# Сологуб, Алесь Феофилович
Алесь Феофилович Сологу́б (бел. Алесь Феафілавіч Салагуб, 18 октября 1906, Зарудичи, Вилейский уезд Виленской губернии — 17 мая 1934, Минск) — белорусский поэт, представитель направления «тюремной лирики» в белорусской литературе.

## Биография
Учился в Виленской белорусской гимназии, участвовал в деятельности Белорусской крестьянско-рабочей громады, дважды (в 1924 и 1927) арестовывался и находился в тюремном заключении. В 1928 году нелегально перешёл через польско-советскую границу и жил в Минске. В 1931 году окончил Белорусский государственный университет, учился в аспирантуре при Институте литературы и искусства при АН БССР.
Арестован органами ОГПУ БССР 10 августа 1933 года, расстрелян 17 мая 1934 года.
Реабилитирован 16 августа 1956 года.

## Творчество
Алесь Сологуб — представитель «тюремной лирики» в белорусской литературе. Свой первый цикл стихотворений он написал в 1924 году в тюрьме в Вильнюсе. С 1925 года публиковался в западнобелорусской печати, в частности, в изданиях «Студэнцкая думка» (Студенческая мысль), «Беларуская ніва», «Народная справа» (Народное дело), «Маланка» (Молния). В 1929 году, находясь в БССР, издал сборник тюремной лирики «Лукішкі» (Лукишки, по названию тюрьмы в Вильнюсе). Также написал несколько публицистических и литературоведческих статей для газеты «Звязда», журнала «Полымя рэвалюцыі» (Пламя революции) и других изданий.

### Изданные произведения
- Алесь Салагуб. — Лукішкі: Вершы з Заходняй Беларусі. — Мн., 1929. — 126 с.
- Алесь Салагуб. — Лукішскі дзённік: Фрагменты // Полымя. 1961, № 4 (посмертно)